# Biparietaler Durchmesser
Der Biparietale Durchmesser, kurz BPD oder BIP, ist der Querdurchmesser des kindlichen Kopfes im Mutterleib. Er wird bei Ultraschalluntersuchungen gemessen, um Rückschlüsse auf Entwicklungsstand und eventuelle Fehlentwicklungen (z. B. Hydrocephalus) des Fötus ziehen zu können.
Zur Messung markiert der Arzt auf dem Ultraschallbild die beiden Seiten des kindlichen Kopfes. Die Berechnung des BPD erfolgt durch das Gerät und ist auf den Ausdrucken der Ultraschallbilder oft vermerkt.